# Ricardo Macarrón Jaime
Ricardo Macarrón Jaime (Madrid, 1926 – Riaza, 14 de maig de 2004) va ser un pintor espanyol especialitzat en retrats.

## Biografia
Ricardo Macarrón formava part del si d'una família amb tradició artística on, per exemple, el seu avi fou el fundador de la Casa Macarrón, un important magatzem de Madrid per artistes o el seu pare i cosí foren els encarregats d'embalar les pintures del Museu del Prado quan va començar el bombardeig de la ciutat de la Guerra Civil.
En un principi el seu pare el matriculà a la Escuela de Artes Aplicadas, ja que no volia que es dediqués a la pintura perquè considerava que el negoci familiar li oferia un ofici. Tanmateix, Ignacio de Zuloaga el va convèncer perquè matriculés el fill a Belles Arts, cosa que va fer a l'Escuela Superior de Bellas Artes de san Fernando. Allí va conèixer a la pintora Alícia Iturrioz, amb la qui va contraure matrimoni anys més tard. El seu primer retrat, retratant al pintor Joaquín Bustillo, el va pintar el 1943 quan encara era estudiant però l'obra que enceta tots els catàlegs està datada el 1944 titulada "Después de la faena", de temàtica taurina. Durant la seva joventut la formació la va completar amb diversos viatges per Europa amb l'objectiu de conèixer l'art i els corrents artístics que es practicaven pel continent on va culminar el 1949 amb una beca de l'Institut Francès que li va permetre estudiar a París durant un any. En tornar després del viatge realitzà la seva primera exposició individual de Bilbao.
Amb 20 anys obtingué el premi Duque de Alba per les natures mortes que pintà pel saló de tardor de Madrid i dos anys més tard, el 1948, guanyà la Tercera Medalla en l'Exposició Nacional de Belles Arts. Ja el 1955 la Direcció General de Belles Arts li concedí la Medalla d'Or i la seva presència artística es va anar consolidant mitjançant exposicions a Espanya, Amèrica i Europa. Els anys 60 també van suposar l'inici d'una etapa de formació a través de diversos viatges per Bèlgica, Dinamarca o Noruega, països dels quals va aprendre un ús especial del color propi de l'art nòrdic.
El 1962 tornà a rebre la Primera Medalla de l'Exposició Nacional de Belles Arts i fou admès a la Royal Society of Portrait de Londres, després de pintar Simon Berry. A Londres pintà nombrosos membres de la reialesa com per exemple Isabel II, la princesa Margarita o la duquessa Kent.
Gràcies al seu renom com a retratista el van portar a tenir fama mundial i a ser demanat per les Monarquies Europees, l'aristocràcia i els caps d'estat com Grace de Mònaco, Noor de Jordania, o els Grans Ducs de Luxemburg.
Morí el 2004 al seu domicili a causa d'un atac de miocardi.

## Pintor de la casa reial i l'alta societat
A Espanya fou considerat pintor oficial de la família reial i des de 1967, que retratà a Lausana a la reina Victòria Eugènia, va pintar tots els membres de la família. Fent una mica de retrospectiva, el 1971 plasmà a la comtessa de Barcelona, el 1982 al rei Joan Carles I, retrat que va ser utilitzat per a reproduir els segells de 1993, i en nombroses ocasions als reis, als prínceps d'Astúries i a les infantes.
A part de la família reial també han passat per la seva paleta diverses personalitats de la vida política, social i econòmica del país com l'empresari Ramón Areces, Thyssen-Bornemisza o Salvador de Madariaga, d'entre d'altres, i molts d'aquests quadres estan penjats com a retrats oficials en nombrosos organismes públics. Segons els seus biògrafs l'inici de l'artista com a pintor de l'elit social es produí el 1962 quan firmà un llenç de la comtessa Cristina Potocka, que li obrí les portes a aquest sector de societat.

## Obra
Actualment les seves obres estan exposades en diverses pinacoteques tan espanyoles, europees i mundials, com el Museo Nacional de Arte Contemporáneo de Madrid, la Fundació Thyssen-Bornemisza,la Fundació Güell (Barcelona), la Biblioteca Museu Víctor Balaguer (Vilanova i la Geltrú), Museu de la Universitat d'Oslo, National Gallery de Ciutat del Cabo, Museu Denver (Colorado), així com a les col·leccions de les cases reials d'Espanya, Gran Bretanya, Jordania, el Gran Ducat de Luxemburg i en el Principat de Mònaco.